# Lliga botswanesa de futbol
La Lliga botswanesa de futbol és la màxima competició futbolística de Botswana. Actualment s'anomena Mascom Premier League.

## Història
La primera edició es disputà l'any 1966 amb el nom de MLO Cup, amb la participació d'equips com Tlokweng Pirates, Notwane, Black Peril, Queens Park Rangers i un equip del districte de Ngwaketse. La competició ha estat, històricament, dominada pels clubs del sud, fins a la temporada 2007-06 en què l'Ecco City es convertí en el primer equip del nord en guanyar la competició.
La Botswana Football League anuncià el juliol de 2023 plans per reduir el nombre d'equips de 16 a 12.
Des dels anys vuitanta la competició ha estat patrocinada pels següents patrocinadors:
| Període      | Patrocinador                            | Nom                     | Referència  |
| ------------ | --------------------------------------- | ----------------------- | ----------- |
| 1991-2001    | Kgalagadi Breweries Limited             | Castle Super League     |             |
| 2002-2005    | Kgalagadi Breweries Limited             | St Louis Premiership    |             |
| 2006-2008    | Mascom                                  | Mascom Premiership      |             |
| 2009-2014    | Botswana Telecommunications Corporation | be Mobile Premiership   | [ 2 ]       |
| 2014-2020    | Botswana Telecommunications Corporation | BTC Premiership         |             |
| 2024-present | First National Bank of Botswana         | Botswana Premier League | [ 3 ] [ 4 ] |

## Historial
Font:
- 1966: desconegut
- 1967:  Gaborone United (1)
- 1968: desconegut
- 1969:  Gaborone United (2)
- 1970:  Gaborone United (3)
- 1971-77: desconegut
- 1978:  Notwane PG (1)
- 1979:  Township Rollers (1)
- 1980:  Township Rollers (2)
- 1981:  Botswana Defence Force XI (1)
- 1982:  Township Rollers (3)
- 1983:  Township Rollers (4)
- 1984:  Township Rollers (5)
- 1985:  Township Rollers (6)
- 1986:  Gaborone United (4)
- 1987:  Township Rollers (7)
- 1988:  Botswana Defence Force XI (2)
- 1989:  Botswana Defence Force XI (3)
- 1990:  Gaborone United (5)
- 1991:  Botswana Defence Force XI (4)
- 1992:  LCS Extension Gunners (1)
- 1993:  LCS Extension Gunners (2)
- 1994:  LCS Extension Gunners (3)
- 1995:  Township Rollers (8)
- 1996:  Notwane PG (2)
- 1997:  Botswana Defence Force XI (5)
- 1998:  Notwane PG (3)
- 1999:  Mogoditshane Fighters (1)
- 1999-00:  Mogoditshane Fighters (2)
- 2000-01:  Mogoditshane Fighters (3)
- 2001-02:  Botswana Defence Force XI (6)
- 2002-03:  Mogoditshane Fighters (4)
- 2003-04:  Botswana Defence Force XI (7)
- 2004-05:  Township Rollers (9)
- 2005-06:  Police XI (1)
- 2006-07:  ECCO City Green (1)
- 2007-08:  Mochudi Centre Chiefs (1)
- 2008-09:  Gaborone United (6)
- 2009-10:  Township Rollers (10)
- 2010-11:  Township Rollers (11)
- 2011-12:  Mochudi Centre Chiefs (2)
- 2012-13:  Mochudi Centre Chiefs (3)
- 2013-14:  Township Rollers (12)
- 2014-15:  Mochudi Centre Chiefs (4)
- 2015-16:  Township Rollers (13)
- 2016-17:  Township Rollers (14)
- 2017-18:  Township Rollers (15)
- 2018-19:  Township Rollers (16)
- 2019-20:  Jwaneng Galaxy (1)
- 2020-21: no es disputà
- 2021-22:  Gaborone United (7)
- 2022-23:  Jwaneng Galaxy (2)
- 2023-24:  Jwaneng Galaxy (3)